# Gasteria batesiana
Gasteria batesiana är en grästrädsväxtart som beskrevs av Gordon Douglas Rowley. Gasteria batesiana ingår i släktet Gasteria och familjen grästrädsväxter.

## Underarter
Arten delas in i följande underarter:
- G. b. batesiana
- G. b. dolomitica

## Bildgalleri

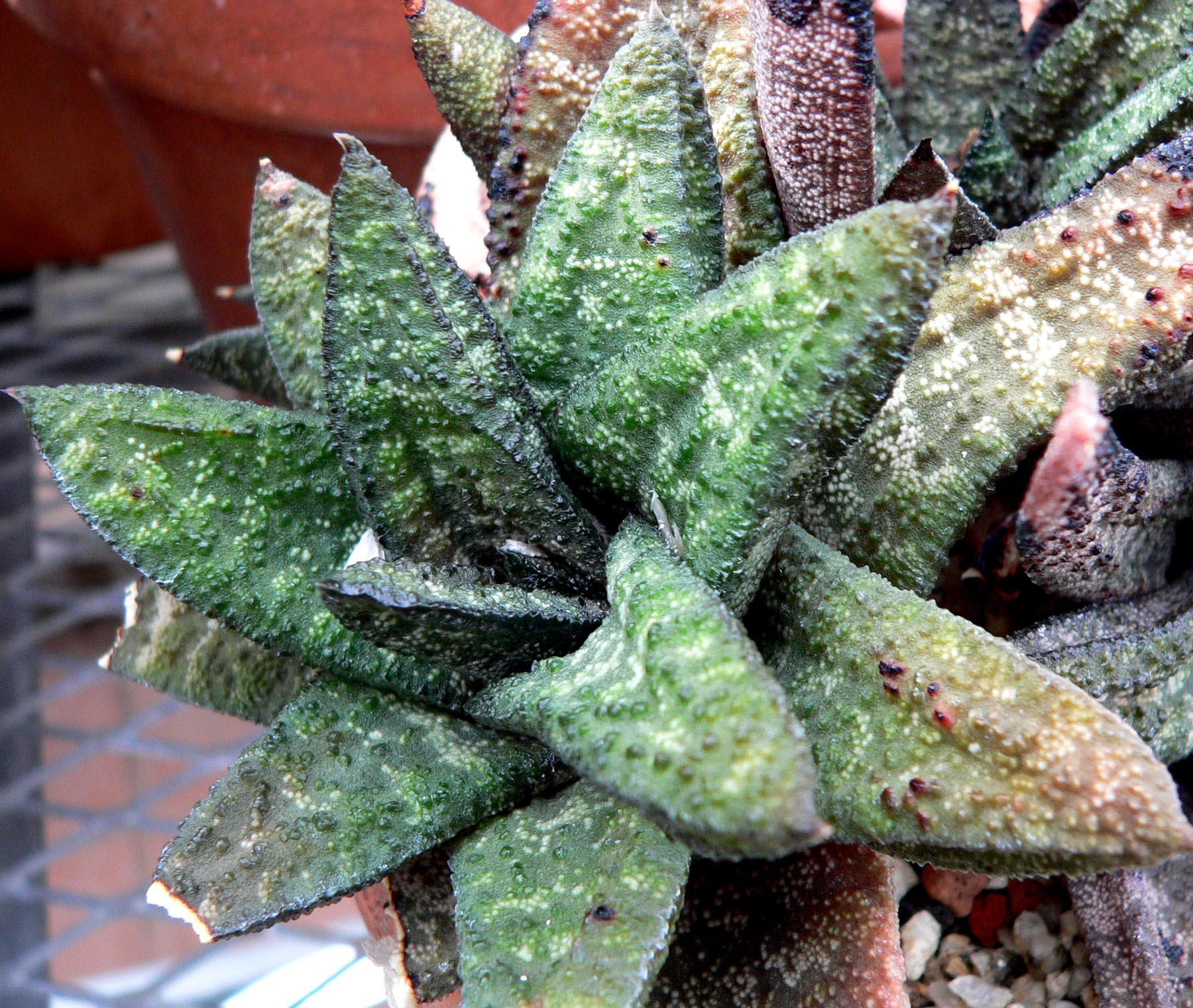
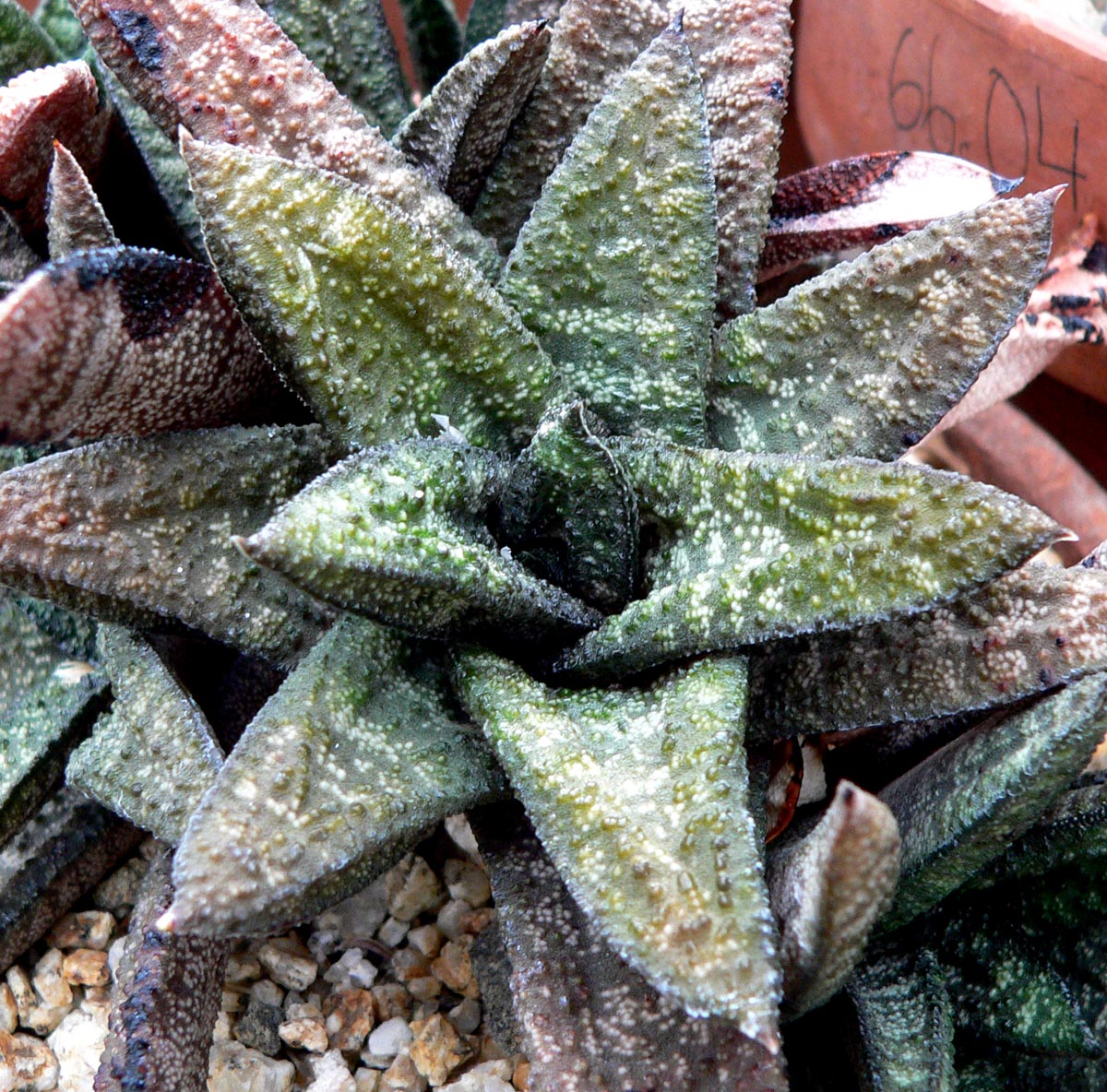
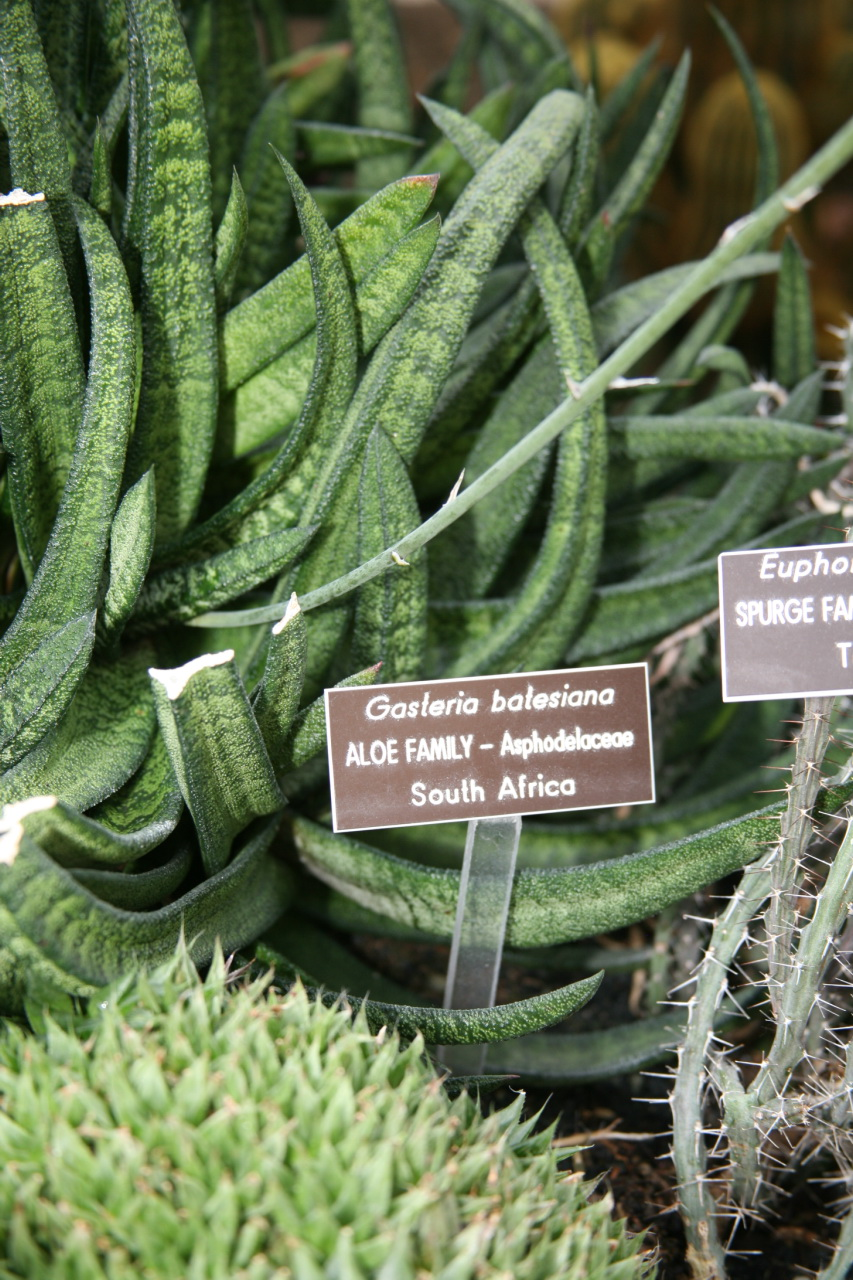
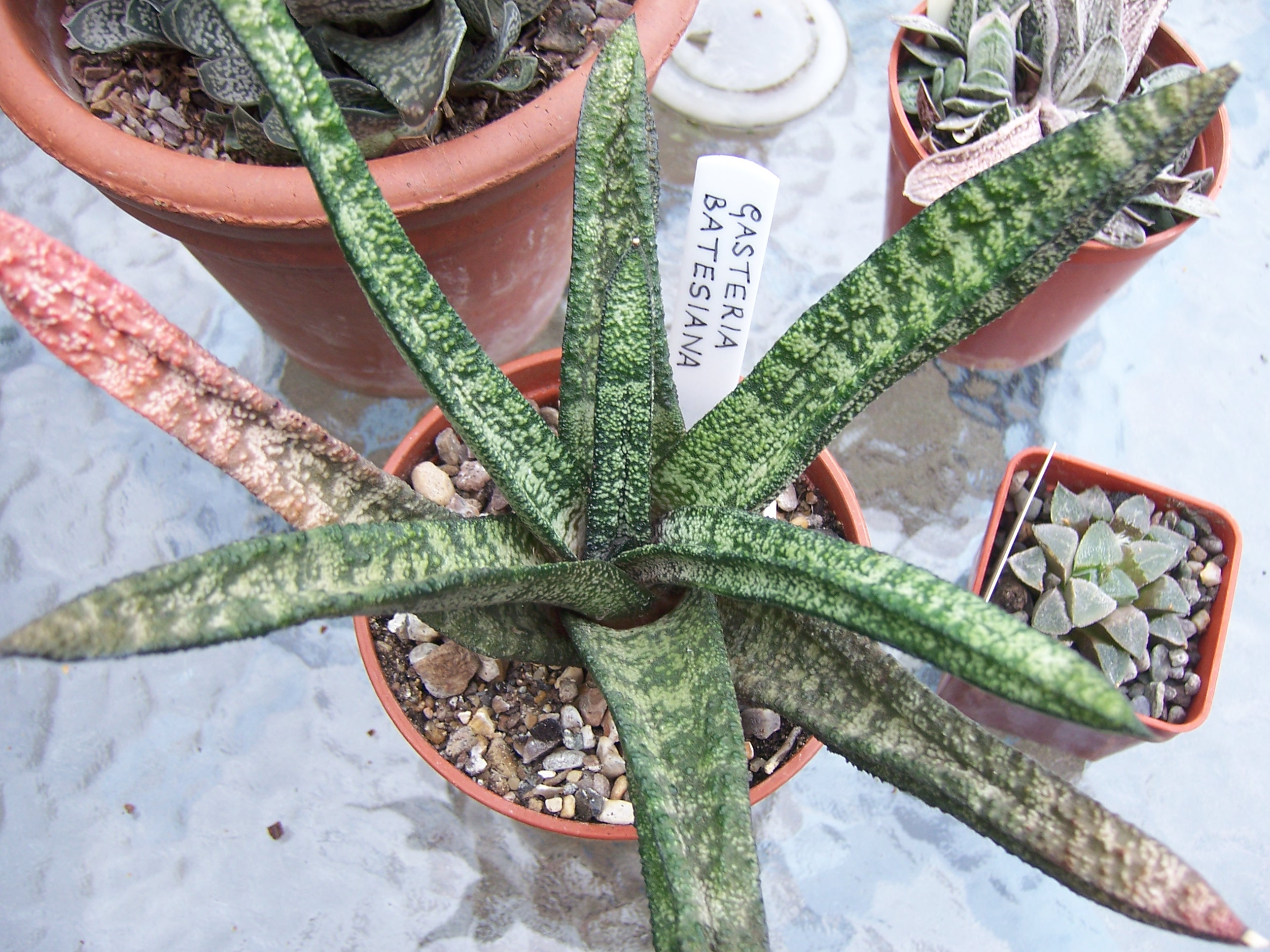
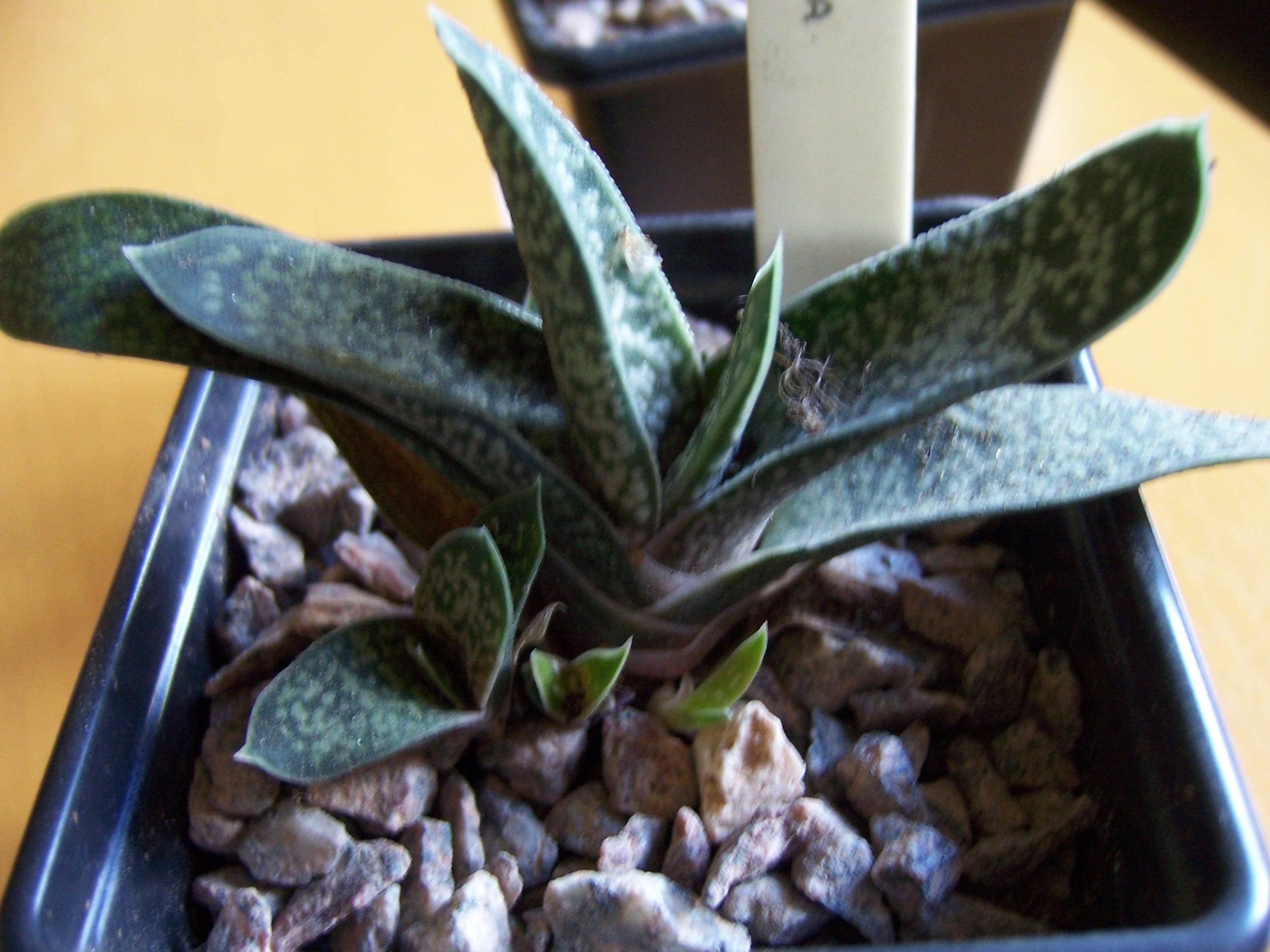